# عبد المجيد كيال
عبد المجيد كيال (ولد 1937) لاعب سعودي، لعب في صفوف نادي الاتحاد. كان يلقب بالصاروخ، وحقق العديد من البطولات معه. يعد الكيال أول قائد للمنتخب السعودي وصاحب أول هدف سعودي دولي سجله في لقاء منتخب المملكة ضد لبنان في 1957.

## السيرة
ولد عبد المجيد بن عبد الله كيال بمدينة جدة عام 1937 ولعب مهاجماً منذ حقبة الخمسينيات من القرن الميلادي الماضي. تلقى تعليمه الجامعي بداية في الكلية الوطنية في لبنان ثم في كلية التجارة بجامعة القاهرة.
نشأ عبد المجيد في كنف نادي الكوكب بجدة في حارة اليمن الذي حُلَّ في عام 1954، ومنه انتقل للاتحاد في ذلك العام واقترن اسمه بتحقيق الاتحاد لأول بطولة لكأس الملك في موسمي 1959 و1960 وتميزه بتسجيل الأهداف الحاسمة مع الفريق طوال مشاركاته.

### الإنجازات مع نادي الاتحاد
- المركز الثاني في بطولة كأس الملك موسم 1958
- بطولة كأس الملك موسم 1958 و1959
- بطولة كأس ولي العهد موسم 1958 / 1959

## المشاركات الدولية
شارك عبد المجيد كيال في الدفاع عن ألوان المنتخب الوطني الذي مثل المملكة في دورة الألعاب العربية التي أقيمت في ملعب كميل شمعون في بيروت في الفترة 12-28 أكتوبر 1957 بمشاركة 10 دول عربية ولعبت السعودية في مجموعة ضمت منتخبات لبنان والأردن وسوريا.
ويعد الكيال أول قائد للمنتخب السعودي وصاحب أول هدف سعودي دولي سجله في لقاء منتخب المملكة ولبنان الذي انتهى بالتعادل (1-1) يوم 20 أكتوبر 1957.

## وفاته
توفي يوم الإربعاء 25 أبريل 2013 في مدينة جدة. وصلي عليه بمسجد الجفالي، حيث ووري جثمانه في مقبرة أمنا حواء بجدة.

## هوامش
1. 1 2  "عبدالمجيد كيال سجل أول هدف سعودي دولي في لبنان 1957". جريدة الرياض. مؤرشف من الأصل في 2017-04-28. اطلع عليه بتاريخ 2018-02-21.
2. ↑  (جدة), خالد بن مرضاح (28 Apr 2013). "الأعيان والمسؤولون يعزون آل كيال في عبدالمجيد". Okaz (بar-GB). Archived from the original on 2019-12-10. Retrieved 2018-02-21.{{استشهاد بخبر}}:  صيانة الاستشهاد: لغة غير مدعومة (link)